# Домбровскис, Валдис
Ва́лдис Домбро́вскис (латыш. Valdis Dombrovskis; род. 5 августа 1971, Рига) — латвийский государственный и политический деятель, вице-председатель Европейской комиссии и Европейский комиссар по вопросам евро и социального диалога в комиссии Жан-Клода Юнкера, премьер-министр Латвии с 12 марта 2009 по 27 ноября 2013 года. Основатель и лидер в 2011 году партии «Единство».

## Биография

### Ранние годы
Валдис родился 5 августа 1971 года. Он и его семья имеет польское происхождение. В 1995 году получил степень бакалавра в области экономики в Рижском техническом университете и в 1996 году степень магистра физики в Латвийском университете. Работал в качестве ассистента лаборатории в университете Майнца в 1995—1996 годах, ассистентом Института физики твёрдого тела Латвийского университета в 1997 году, ассистентом в Мэрилендском университете в 1998 году. Сотрудник Национального банка Латвии в 1998—2002 годах.

### Политическая карьера
Вошёл в руководство партии «Новое время» в 2002 году. Депутат латвийского Сейма с 2002 года. Вошёл в правительство Эйнара Репше в качестве министра финансов. В 2004 году был избран в Европейский парламент. В декабре 2005 года он предложил ряд мероприятий по сокращению административных расходов Европарламента на 7,5 млн евро. Одно из предложений звучало так: распространять принятые документы только по запросу депутатов и работников Европарламента, а не автоматически всем. Благодаря инициативе бюрократический аппарат стал тратить на 2,5 млн листов в неделю меньше. В том числе и за эту инициативу в 2005 году Валдис Домбровскис был признан человеком Европы в Латвии.
В условиях острого политического кризиса после краха банка Parex 26 февраля 2009 года получил от президента страны право сформировать новый состав правительства. Под руководством Домбровскиса была создана широкая парламентская коалиция из 5 партии: Нового времени, Гражданского союза, Народной партии, Союза зеленых и крестьян и движения «Отечеству и свободе/Движение за национальную независимость Латвии». 12 марта 2009 года Сейм утвердил новое правительство, сформированное Домбровскисом, составленное из представителей пяти вышеуказанных партий. В условиях фактического банкротства страны во время Мирового финансового кризиса, Домбровскис провел самое большое сокращение бюджета. До 22 % вырос НДС, выросли акцизы на бензин и алкоголь. На 57 % снизилось финансирование школ, были сокращены бюджеты самоуправлений — почти до 40 %. Экономический рост возобновился лишь с 2011 года.
В первой половине 2010 года НП покинула кабинет Домбровскиса. После выборов в ноябре 2010 года был сформирован второй кабинет Домбровскиса в составе блоков «Единство» (Гражданский союз, «Новое время», «Общество за другую политику») и СЗК. После выборов 2011 года был сформирован третий кабинет Домбровскиса в составе «Единства», Партии реформ Затлерса и Национального объединения.
Подал в отставку 27 ноября 2013 года после беседы с президентом Латвии Андрисом Берзиньшем, пояснив, что берёт на себя политическую ответственность за обрушение торгового центра Maxima в Риге, в результате которого погибли 54 человека. Вплоть до формирования нового правительства, на протяжении двух месяцев исполнял обязанности главы правительства. В это время с 1 января 2014 года Латвия вступила в еврозону.
В январе 2014 года, после утверждения нового кабинета министров под руководством Лаймдоты Страуюмы, восстановил мандат депутата Сейма. 

### Карьера в Европарламенте
В феврале 2014 года Домбровскис официально подал заявку на выдвижение своей кандидатуры от правоцентристской Европейской народной партии на пост председателя Европейской комиссии, однако вскоре снял свою кандидатуру, чтобы поддержать Жан-Клода Юнкера.
В мае 2014 года вновь избран в Европейский парламент. В октябре 2014 года получил пост вице-председателя Европейской комиссии по вопросам евро и социального диалога в комиссии Жана-Клода Юнкера. Он занимал данный пост с 2014 по 2019 год.
В июле 2016 года он был назначен Еврокомиссаром по финансовой стабильности и услуг. Ранее данный пост занимал Джонатан Хилл, который ушел в отставку после голосования по Brexit. Кроме того, Валдис был сопредседателем совещания министров экономики и финансов ЕНП вместе с Петтери Орпо и Паскалем Донохоу.
В 2020 году стал Европейским комиссаром по торговле. Через четыре года он оставил данный пост.

## Политическая деятельность

### История успеха
Деятельность кабинета Валдиса Домбровскиса ознаменовалась мерами жесткой экономии в социальной политике и переносом тяжести финансового кризиса на плечи бизнеса и населения. Падение ВВП в 2009 году в Латвии было самым драматическим в мире — на 17,8 % (в Литве на 17 %, Эстонии на 15 %).
Пик безработицы в Латвии пришёлся на первый год премьерства Домбровскиса — 2009-й, и составил 23 % (в Литве в 2010 году 18 %, в Эстонии 14 %). Минимальный размер оплаты труда уменьшился вдвое, были сокращены пособия по безработице. Произошёл всплеск эмиграции: по данным Центрального статуправления, в 2010 году республику покинули 11 тысяч человек, в 2011-м — уже 30 тысяч, в 2012-м — 25 тысяч, в 2013-м — 23 тысячи.
Перед 2009/2010 учебным годом были закрыты 54 школы, 66 — реорганизованы. С работы были уволены только в Риге 570 учителей, в Латвии в целом — около 1700.
К вновь оформляемым пенсиям был применён отрицательный коэффициент: лицам, выходившим на пенсию с 1 января 2010 года по 31 декабря 2015 года, пенсия начислялась с коэффициентом меньше единицы по отношению к накопленному ими пенсионному капиталу. Первого июля 2009 года вступил в силу закон, предусматривающий снижение пенсий на 70 % для работающих латвийских пенсионеров и 10 % для неработающих. В декабре 2009 года Конституционный суд Латвии признал положения закона об урезании пенсий неконституционными.
Антикризисные действия правительства Домбровскиса выразились в повышении налогов: подоходного до 26 %, НДС с 18 % в 2008 году до 22 % в 2010-м. Налогом на недвижимость было обложено жильё — поначалу по ставке в 0,1 % от кадастровой стоимости, в результате чего с населения планировалось получить 6.5 млн латов, однако согласно Программе конвергенции сборы этого налога надлежало увеличить более чем в 10 раз, до 80 млн, что и делалось в последующие годы. В 2017 году сборы этого налога достигли 228,2 млн евро.
Для стабилизации экономики правительство прибегло к займам международных кредиторов, которые выделили на это в общей сложности 7,5 миллиарда евро в обмен на болезненные реформы и сокращение в течение трех лет дефицита бюджета на 1,5 миллиарда латов. Всемирный банк предложил отказаться от финансирования спорта, сэкономив 14 миллионов латов, прекратить финансирование Сигулдской санно-бобслейной трассы, Мурьянской спортивной гимназии.
Представитель Генерального директората Еврокомиссии по вопросам региональной политики Антон Шраг требовал уничтожить «неперспективную» текстильную промышленность, которая в результате лишилась заказов на 10—15 миллионов латов, а государство — 4—5 миллионов латов налогов.
27 мая 2011 года премьер Валдис Домбровскис в соавторстве с «международно признанным экономистом» Андерсом Ослундом презентовали книгу «Как Латвия преодолела финансовый кризис» на английском языке. В марте 2012 года New York Times назвала Домбровскиса «отличником» в преодолении финансовых трудностей. На уровень 2008 года ВВП Латвии вернулся только в середине 2017 года.

## Личная жизнь
Валдис женат на Арие Домбровской. У них нет детей.
В свободное время он любит играть в баскетбол и кататься на лыжах.

## Книги
- A. Aslund, V. Dombrovskis «How Latvia came through the financial crisis», Peterson Institute for International Economics, Washington D.C., 2011

## Публикации
- V.Dombrovskis. State Revenue Service on its way to service institution", International conference «The role of tax administration and customs in national economy», Rīga 2003.
- P.Kunz, V.Dombrovskis, G.Huber «Aufgelöste J2 Spektren mit Breitbandigen Lasern», Verhandlungen der Deutschen Physikalischen Gesellschaft, Mainz, 1997.

## Награды
- Орден Креста земли Марии I степени (31 мая 2012, Эстония)[14]
- Медаль Балтийской ассамблеи (8 ноября 2012)[15]
- Орден Белой розы Финляндии I степени (сентябрь 2013, Финляндия)
- Орден Трёх звёзд II степени (29 октябрь 2014, Латвия)[16]
- Орден князя Ярослава Мудрого II степени (27 февраля 2019, Украина) — за значительный личный вклад в развитие сотрудничества между Украиной и Европейским Союзом, весомые заслуги в отстаивании государственного суверенитета и территориальной целостности, поддержку реализации реформ и евроинтеграционного курса Украины[17].
- Орден князя Ярослава Мудрого I степени (23 августа 2021, Украина) — за выдающийся личный вклад в укрепление межгосударственного сотрудничества, поддержку независимости и территориальной целостности Украины[18].